# Albert Mayer

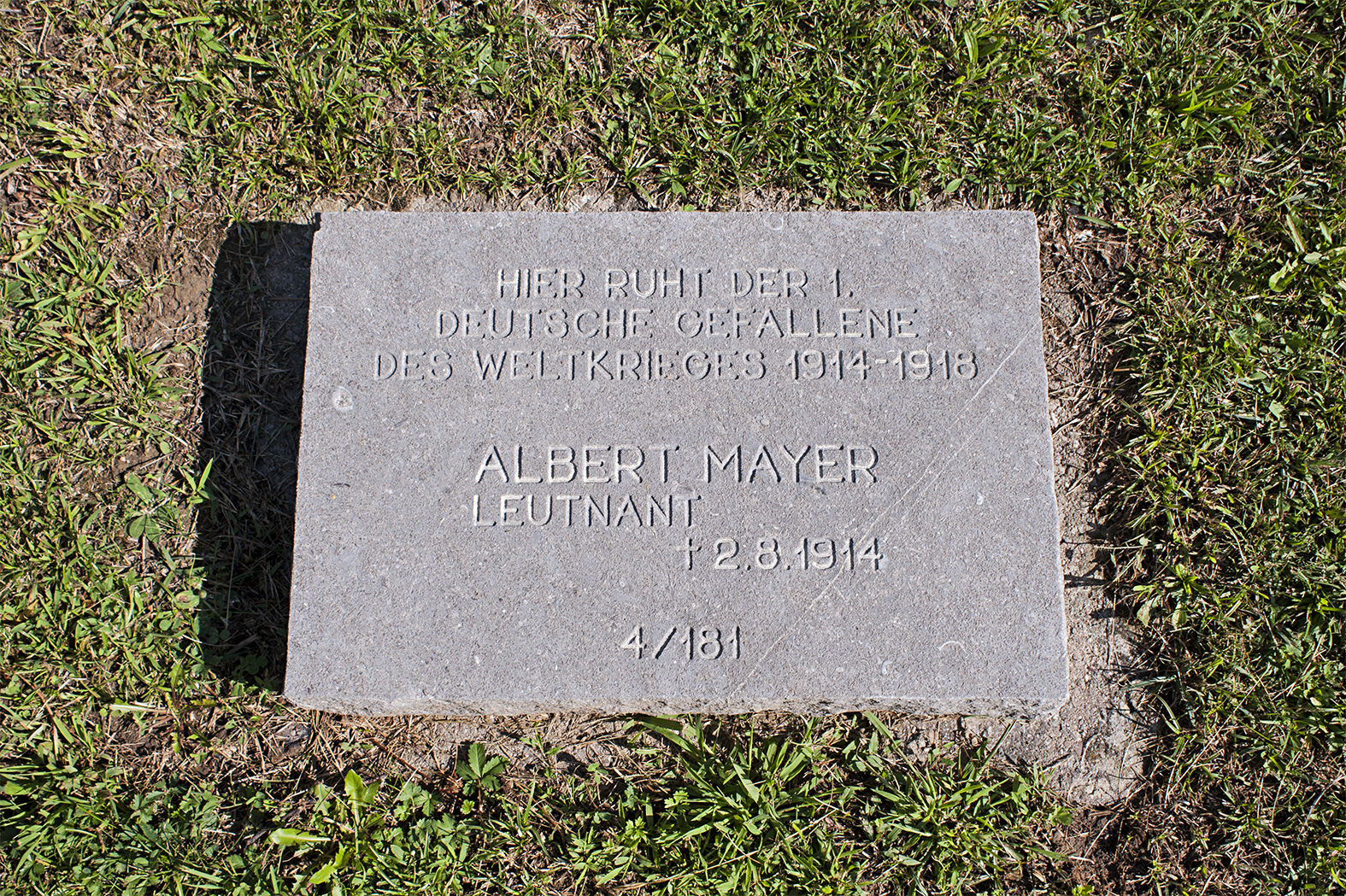
Graf van luitenant Albert Mayer

Albert Mayer (Maagdenburg, 24 april 1892 – Joncherey, 2 augustus 1914) was een tweede-luitenant in het 5e regiment jagers te paard in het Duitse Keizerlijke leger. Het regiment had het toen Duitse Mülhausen als standplaats. Volgens de Duitse versie kwam Albert Mayer uit Maagdenburg, maar volgens de Franse versie heette hij Camille Mayer en kwam uit de omgeving van Mulhouse. Albert Mayer geldt als eerste gevallen Duitse soldaat in de Eerste Wereldoorlog.

## Overlijden
Mayer diende in een eenheid die voornamelijk werd ingezet voor verkennings- en bewakingstaken. Op 2 augustus 1914 leidde hij een patrouille op een verkenningsmissie in de buurt van Joncherey in de Franse gemeente Belfort. Mayer stak een Franse grenswachter met zijn sabel neer voor hij verder Frans gebied in trok. Hij en zijn eenheid bevonden zich dus bewust in Frans gebied. In het Franse dorpje Joncherey stuitten ze om 9.59 uur op een Franse patrouille onder leiding van Jules-André Peugeot.
Peugeot schreeuwde dat de Duitse eenheid gevangengenomen was door het Franse leger. Hierop trok Mayer zijn pistool en schoot Peugeot in de schouder. Peugeot viel terwijl hij op Mayer schoot, waardoor hij Mayer miste. Andere soldaten uit de Franse patrouille schoten vervolgens op Mayer. Mayer werd in zijn buik en hoofd geraakt en overleed ter plekke. Jules-André Peugeot overleed een half uur later aan de gevolgen van het schot in zijn schouder. Hoewel de Eerste Wereldoorlog officieel pas begon op 3 augustus 1914, wordt algemeen geaccepteerd dat zowel Albert Mayer als Jules-André Peugeot de eerste dode soldaten aan respectievelijk Duitse en Franse kant zijn. Aan Belgische kant was dat Antoine Fonck.